# فيليب أزانجو
فيليب أزانجو (بالإنجليزية: Philip Azango) هو لاعب كرة قدم نيجيري في مركز نصف الجناح، ولد في 21 مايو 1997 في نيجيريا. لعب مع نادي ترنتشين ونادي غينت.

## وصلات خارجية
- فيليب أزانجو على موقع قاعدة بيانات كرة القدم.إي يو (الإنجليزية)
- فيليب أزانجو على موقع Soccerway.com (الإنجليزية)